# غلامرضا مومنی مقدم
غلامرضا مومنی‌ مقدم (زاده ۳ اردیبهشت ۱۳۵۷ در کرمانشاه) بازیکن والیبال اهل ایران است که پس از خداحافظی از این ورزش به مربیگری می‌پردازد. مومنی‌مقدم به عنوان بازیکن سابقۀ بازی در تیم‌های پیکان تهران و صنام تهران را در کارنامه خود دارد. وی در لیگ برتر ۱۳۸۰ به همراه تیم صنام به قهرمانی سوپر لیگ دست یافت. مومنی‌مقدم به عنوان کمک مربی در تیم ملی زیر ۱۹ سال ایران فعالیت کرده و هدایت تیم‌های گیتی‌پسند اصفهان و میزان خراسان را بر عهده داشته‌است.او در حال حاضر با امضای قراردادی سه ساله سرمربی تیم والیبال صنعتگران امید تهران در لیگ برتر والیبال مردان ایران در سال ۱۴۰۳ شد.مومنی مقدم سرمربی تیم ملی جوانان در والیبال قهرمانی زیر ۲۱ سال جهان ۲۰۲۳ بود که به همراه تیم ملی ایران طلای جهان را کسب کرد.

## افتخارات
- مدال نقره مسابقات AVC Cup ویتنام ۲۰۰۹
- مدال طلا مسابقات کشورهای اسلامی اندونزی ۲۰۱۳
- مدال طلا مسابقات قهرمانی اسیا نوجوانان سریلانکا ۲۰۱۴
- مدال برنز مسابقات قهرمانی نوجوانان جهان آرژانتین ۲۰۱۵
- مدال طلا مسابقات قهرمانی نوجوانان جهان بحرین ۲۰۱۷
- مدال برنز مسابقات قهرمانی نوجوانان آسیا تبریز ۲۰۱۸
- مربی تیم والیبال پیکان کسب مدال طلا قهرمانی باشگاه های آسیا تهران ۲۰۲۲
- مدال طلا قهرمانی جوانان آسیا به عنوان سرمربي بحرین ۲۰۲۲
- مدال طلا قهرمانی جوانان جهان به عنوان سرمربی بحرین ۲۰۲۳